# Karl August Traugott Vogt

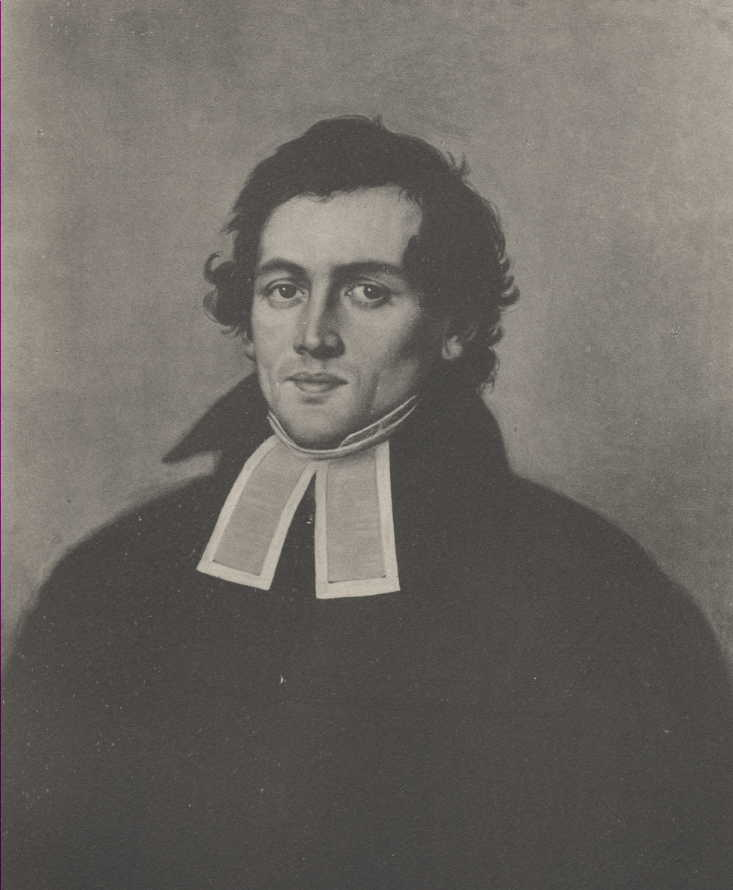
Traugott Vogt im Jahre 1840

Karl August Traugott Vogt, auch Carl Vogt, (* 15. März 1808 in Wittenberg; † 22. Januar 1869 in Greifswald) war ein deutscher lutherischer Theologe und Professor an der Universität Greifswald.

## Leben
Vogt, Sohn des bereits verstorbenen Traugott Karl August Vogt und dessen Frau Johanna Christiane Schilling, studierte Evangelische Theologie in Berlin, vor allem bei August Neander. Er habilitierte sich am 4. August 1830 in Berlin und war als Privatdozent, außerordentlicher Professor und Prediger tätig. Am 10. September 1837 wurde Vogt zum ordentlichen Professor für Exegese und Praktische Theologie an der theologischen Fakultät der Universität zu Greifswald ernannt. Er promovierte zum Doktor der Theologie, stieg in der Hierarchie der Theologischen Fakultät auf, wurde Superintendent, sowie Konsistorialrat von Greifswald und war in den Jahren 1846/47, 1855/56 und 1862/63 Rektor dieser Universität. Besondere Bedeutung hatte er als Bugenhagen-Forscher.
Vogt hatte in Berlin die Tochter des Superintendenten Ernst August Dankegott Hoppe und dessen Frau Friedericke Wilhelmine Nitzsch aus Eisleben geheiratet. Sein Sohn Paul Friedrich Immanuel Vogt wurde Chirurg, sein Sohn Friedrich Hermann Traugott Vogt Historiker.

## Veröffentlichungen (Auswahl)
- Neoplatonismus und Christenthum. Untersuchungen über die angeblichen Schriften Dionysius des Areopagiten, mit Rücksicht auf verwandte Erscheinungen. Friedrich August Herbig Verlag, Berlin 1836.
- Oratio natalitiis regis Friderici Guilelmi IV / habita a Carolo Augusto Deofido Vogt. Greifswald 1850.
- Joannis Bugenhagii Pomerani libelli duo quos ex autographis / Carolus Augustus Deofidus Vogt. - nunc primum edidit. Verlag Kunike, Greifswald 1856.
- Evangelisches Gesangbuch für Kirche und Haus Greifswald 1866.
- Johannes Bugenhagen Pomeranus. Leben und ausgewählte Schriften. Verlag von R. L. Friderichs, Elberfeld 1867 (Online).